# Aquêmenes (sátrapa)
Aquêmenes (em persa antigo: Hakhâmaniš, em grego clássico: Achaimenes, Ἀχαιμένης) foi um filho do rei persa Dario I e da rainha Atossa, e irmão caçula do rei Xerxes I. Ctésias (seção 36) chama-o de Aquemênides (Achaimenides) e o faz erroneamente irmão de Artaxerxes I. Tinha o mesmo nome do fundador epônimo de sua família, Aquêmenes.
Quando o rei Dario I preparava uma expedição para reprimir uma rebelião na satrapia do Egito, morreu em 485 a.C. Uma vez que Xerxes permanecia na Pérsia, seu irmão Aquêmenes encarregou-se de comandar a campanha, conseguindo derrotar os rebeldes, possivelmente liderados por um faraó autoproclamado chamado Psamético IV, em 484 a.C.
Após a vitória, Aquêmenes adotou uma política mais repressiva a fim de desencorajar novas rebeliões, embora o efeito tenha sido o oposto.
Ele foi um dos comandantes da frota persa durante o ataque de Xerxes, nas Guerras Médicas; os outros comandantes eram Ariâmenes, filho de Dario e meio-irmão de Xerxes, Prexaspes, filho de Aspatines e Megabazo, filho de Megábates.
Comandou a frota egípcia na Batalha de Salamina (480 a.C.) durante a Segunda Guerra Médica.
Em 459 a.C., contudo, ocupando o cargo de sátrapa do Egito, Aquêmenes foi derrotado e morto pelo rebelde líbio Inaro na Batalha de Papremis (460/459 a.C.), e seu corpo foi enviado a seu sobrinho, o rei Artaxerxes I, filho e sucessor de Xerxes.
Diodoro Sículo descreve assim esta batalha: em 462 ou 461 a.C., Artaxerxes I, rei dos persas, enviou seu tio Aquêmenes ao Egito, comandando mais de trezentos mil soldados, para suprimir uma revolta. A batalha deu-se próxima ao rio Nilo, e os egípcios e os líbios tiveram ajuda de Atenas, que enviou duzentos navios.
A batalha, inicialmente, foi vantajosa aos persas, pelo seu maior número, mas, quando os atenienses tomaram a ofensiva, os persas fugiram, se retirando para uma fortaleza branca, onde foram sitiados pelos atenienses.